# Généralité de Besançon
1676–1790
(349 ans)
Entités précédentes :
- Création

La généralité de Besançon est une circonscription administrative de Franche-Comté créée en 1676.
Elle se composait de manière complexe de bailliages ou recettes ; de douze subdélégations (intendance).
Liste des circonscriptions
Seul le chef-lieu peut être noté, le nom exact de la circonscription restant à établir.
- Arbois : Subdélégation d'Arbois, siège aussi à Poligny
- Baume-les-Dames : Subdélégation de Baume-les-Dames
- Besançon : Subdélégation de Besançon
- Dole : Subdélégation de Dole
- Gray : Subdélégation de Gray
- Lons-le-Saunier : Subdélégation de Luxeuil de 1758 à 1765
- Orgelet : Subdélégation d'Orgelet, siège aussi à Lons-le-Saunier
- Ornans : Subdélégation d'Ornans
- Poligny
- Pontarlier : Subdélégation de Pontarlier
- Quingey : Subdélégation de Quingey, siège aussi à Salins ; Subdélégation de Saint-Amour
- Saint-Claude : Subdélégation de Saint-Claude
- Salins
- Vesoul : Subdélégation de Vesoul